# Bronsnekduif
De bronsnekduif (Columba iriditorques) is een vogel uit de familie van de duiven (Columbidae).

## Verspreiding en leefgebied
Deze soort komt voor van Equatoriaal-Guinea en Sierra Leone tot Oeganda, Congo-Kinshasa en Angola.